# Jamaicaanse todie
De Jamaicaanse todie (Todus todus) is een vogel uit de familie todies (Todidae). De wetenschappelijke naam van de soort werd in 1758 als Alcedo todus gepubliceerd door Carl Linnaeus.

## Veldkenmerken
De vogel is felgroen aan de bovenzijde, wit met geelgroene glans op de borst en buik, met een rode keelvlek. Ook op de flanken kan een beetje rood aanwezig zijn. Van de lange, platte snavel is de ondersnavel felrood, en de bovensnavel bijna zwart. Het verenkleed is bij beide geslachten gelijk. De roep van de vogel is een luid nasaal "biep". De lengte bedraagt 11 cm, en het gewicht 6 gram.

## Leefwijze
Zijn voedsel bestaat uit insecten, die worden gevangen uit de zit met een snelle uitval, maar dat kan ook tijdens de vlucht. Deze vogel is van de ochtend tot de avond actief.

## Verspreiding en leefgebied
Deze standvogel komt uitsluitend voor op Jamaica op beboste heuvelhellingen.

## Status
De grootte van de populatie is niet gekwantificeerd maar de soort wordt omschreven als tamelijk algemeen. Op de Rode lijst van de IUCN heeft deze soort de status niet bedreigd.